# Geografía de la Argentina

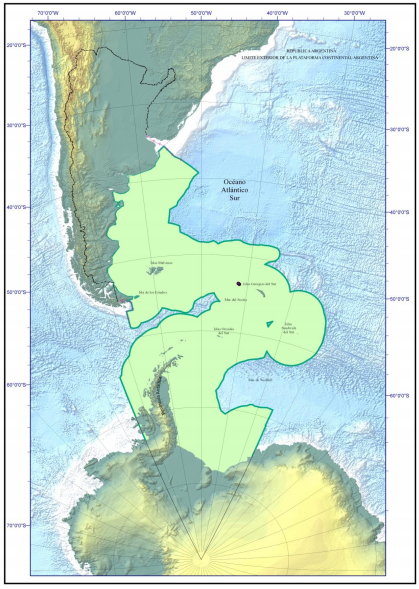
Mapa oficial de la Argentina elaborado en 2009. En verde se indica la superficie de la plataforma continental argentina, reconocida por las Naciones Unidas en 2016. El mapa incluye las reclamaciones territoriales sobre las islas Malvinas, las islas Aurora, las islas Georgias del Sur, las islas Sandwich del Sur y la Antártida Argentina.

El territorio de la República Argentina es el segundo más grande de América del Sur luego del de Brasil, cuarto en toda América y el octavo en extensión de la Tierra. Si se cuentan los territorios reclamados en Antártida, Malvinas, Georgias del Sur y Sandwich del Sur lo convierte en el séptimo país más extenso del mundo.
Limita con Bolivia, Brasil, Chile, Paraguay y Uruguay. Su geografía es muy variada, encontrándose mayormente llanuras en el este, serranías en el centro y montañas en el oeste. El país se encuentra atravesado, en su extremo occidental, de norte a sur por la cordillera de los Andes. El pico más alto de la Argentina es el Aconcagua, de 6960,8 m s. n. m.
El territorio argentino bajo soberanía efectiva tiene un gran desarrollo longitudinal: 3700 kilómetros entre el extremo norte y el extremo sur, de Santa Catalina (Jujuy) a Ushuaia, lo que lo convierte en uno de los países más largos del mundo.
La superficie continental americana de Argentina es de 2.791.820 km². De ellos, 2 780 400 km² corresponden al área nacional bajo soberanía efectiva, correspondientes a la Capital Federal (Ciudad Autónoma de Buenos Aires) y 23 provincias argentinas. El resto está constituido por los 11 410 km² de las islas Malvinas, territorios en litigio con el Reino Unido, país que las controla.
La superficie continental antártica ―área bajo los postulados del Tratado Antártico― comprende 969 464 km². De estos, unos 965 597 km² corresponden a la Antártida Argentina (territorio reclamado). Además esta superficie incluye a las islas Shetland del Sur y las islas Orcadas del Sur. Los 3867 km² restantes están formados por las islas Georgias del Sur (3560 km²) y las islas Sandwich del Sur (307 km²) que forman parte del departamento Islas del Atlántico Sur de la provincia de Tierra del Fuego, Antártida e Islas del Atlántico Sur, al igual que el sector Antártico (incluido como departamento).
La superficie total, ascendería de este modo a los 3 761 274 km². Aun así, en esta cifra no están incluidas: la franja oceánica argentina de 200 millas náuticas correspondientes al mar Argentino, ni las aguas del Río de la Plata. Por otra parte por causa de la pretensión del Reino Unido de extender su área marítima a 350 millas náuticas (unos 564 km) desde la línea costera de bajamar, partiendo de territorios reclamados por la Argentina, o que ocupa el Reino Unido pero que están en litigio con la Argentina, las reivindicaciones de extensión marítima de ambos países se sobreponen, tanto en las islas del Atlántico Sur como en la proyección desde el continente antártico y sus islas.

## División política
| Entidad                  | Entidad                                      | Entidad                                      |                                              |
| Nivel                    | Tipo                                         |                                              |                                              |
| Entidad de primer nivel  |                                              |                                              |                                              |
| ------------------------ | -------------------------------------------- | -------------------------------------------- | -------------------------------------------- |
| Entidad de primer nivel  | 23 provincias y una ciudad autónoma          |                                              |                                              |
| Entidad de segundo nivel | 380 departamentos, 135 partidos y 15 comunas | 380 departamentos, 135 partidos y 15 comunas | 380 departamentos, 135 partidos y 15 comunas |
| Entidad de tercer nivel  | Municipios, distritos, pedanías              | Municipios, distritos, pedanías              | Municipios, distritos, pedanías              |

## Regiones geográficas
Las regiones geográficas de Argentina son cada una de las grandes divisiones territoriales, definidas por características geográficas e histórico-sociales en las que se divide la nación sudamericana.
En la Argentina la idea de región no está asociada a una entidad político-administrativa, o a las relaciones de poder, sino a un área definida tanto por la geografía física como por la geografía humana.

## Geografía política
La  República Argentina es un país ubicado en América del Sur, más específicamente en el Cono Sur. Tiene 2 780 400 km² de extensión, lo que lo convierte en el octavo país más grande del mundo, el más grande de habla hispana y el segundo más extenso de Sudamérica, solo superado por Brasil. Si se contaran los territorios reclamados o en disputa, Argentina sería el séptimo país más extenso del mundo, superando a la India.
Argentina tiene fronteras de 11 968 km (con cinco países limítrofes: Bolivia, Brasil,  Paraguay, Uruguay y  Chile, destacando esta última, ya que es la tercera frontera más larga del mundo) y una costa de 4989 km. Existen gran cantidad de ríos, especialmente en la zona del Delta del Paraná, la Mesopotamia argentina, el Chaco Austral y el Noroeste argentino, destacando el Paraná, el Salado Norte, el Uruguay, el Iguazú y el Bermejo.

### Ubicación

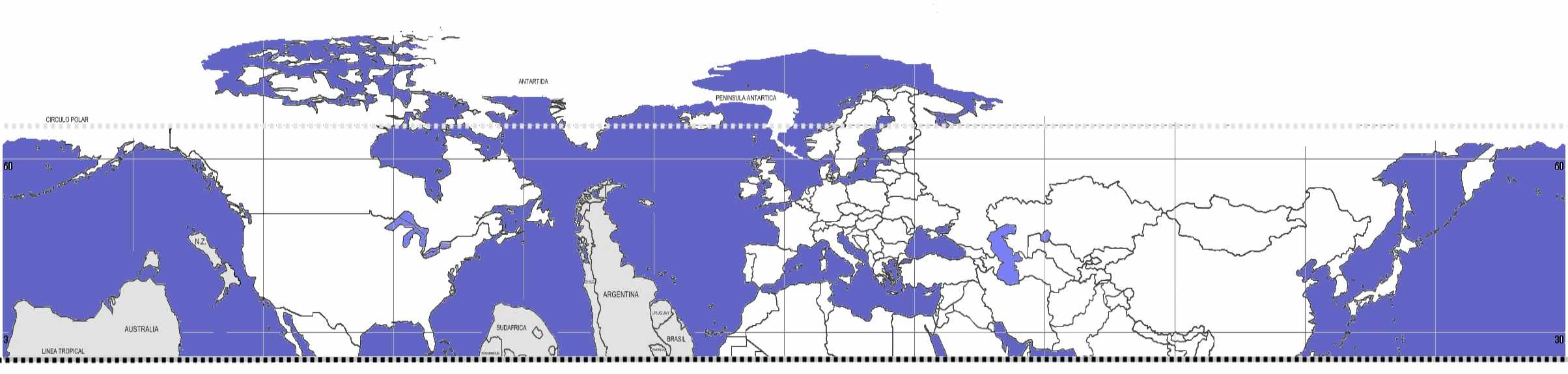
Mapa (proyección Mercator) en el cual se mueven la mayor parte del territorio argentino (en el centro del mapa y con tono gris) a latitudes equivalentes en el Hemisferio Norte (Europa, Norteamérica, Asia, etc.).

| Noroeste: Chile / Bolivia | Norte: Bolivia / Paraguay                                              | Nordeste: Paraguay / Brasil |
| Oeste: Chile              |                                                                        | Este: Brasil · Uruguay      |
| Suroeste: Chile           | Sur: Canal de Beagle / Mar de Hoces (sector del océano Atlántico Sur). | Sureste: Océano Atlántico   |

Argentina está ubicada en el extremo meridional de Sudamérica, perteneciendo al Cono Sur. Limita al norte con Bolivia y el Paraguay, al sur limita con Chile y el Océano Atlántico, al este limita con el Brasil,el Uruguay y el Océano Atlántico, mientras que al oeste limita con Chile.
Su antípoda (el lugar más alejado de otro) es Zhendong en la República Popular China, a 20 000 km de distancia de Buenos Aires.

### Exclaves

#### Entre la Argentina y el Uruguay

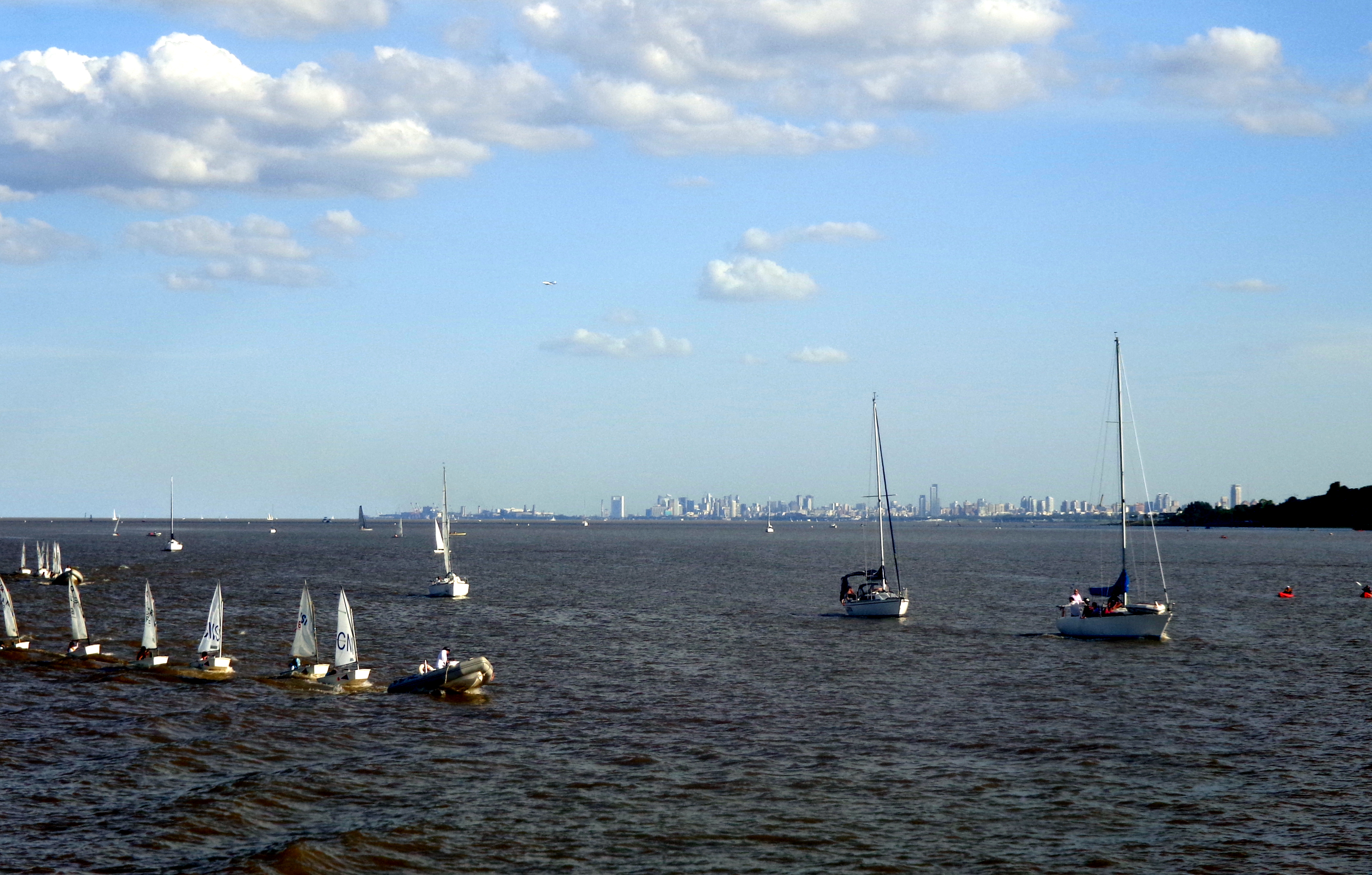
El Río de la Plata, entre Argentina y Uruguay, es el más ancho río y estuario del planeta.

Por la firma del Tratado del Río Uruguay de 1961 que fijó el límite en este río entre la Argentina y Uruguay, se definió que al sur de la zona del Ayuí ―que es el lugar donde posteriormente se construyó la Represa de Salto Grande―, el límite pasase por el canal más profundo, separando también las islas. Pese a eso, las islas Filomena Grande, Filomena Chica, Palma Chica, Bassi, Tres Cruces, y los islotes Alba y Chingolo, se acordó que perteneciesen a Uruguay por tener población de ese origen, aunque las aguas que las rodean pertenezcan a la República Argentina. De esta manera, esas islas constituyen enclaves de Uruguay en aguas argentinas.
La isla Martín García es un exclave argentino cercano a la confluencia de los ríos Paraná y Uruguay en aguas de uso común para ambos países, pero dentro del sector del Río de la Plata cuyo lecho y subsuelo fue adjudicado a Uruguay por el Tratado del Río de la Plata de 1973. Este tratado reafirmó la jurisdicción argentina sobre la isla, terminando con una disputa de un siglo entre ambos países. Debido a la sedimentación aluvional, se formó una isla frente a la costa norte de Martín García que fue llamada por Argentina como Punta Bauzá y por Uruguay como Timoteo Domínguez, y fue objeto de disputa entre ambos países. Con la firma del Tratado del Río de la Plata Argentina reconoció la soberanía uruguaya sobre la isla que, posteriormente, quedó unida a Martín García, constituyendo una frontera seca.

#### Entre la Argentina y el Paraguay
De acuerdo con los tratados firmados con la República del Paraguay, se convino que las islas en los ríos Paraná y Paraguay (excepto Yacyretá y Cerrito) fuesen adjudicadas al país del que se hallen más cerca sus costas, siendo las aguas divididas por el canal principal del río. Tras la demarcación de las islas en 1980 han quedado enclaves de uno y otro país en las aguas del otro, tanto en el río Paraná como en el río Paraguay. Pertenecen a la República Argentina dentro de la provincia de Corrientes las islas de: Apipé Grande, Entre Ríos, el grupo Caá Verá, las Islas Verdes, y las dos Islas de Costa Larga; todas ellas situadas en el río Paraná en aguas paraguayas.

### Límites
Con excepción de Perú, Argentina limita con los países que forman parte del Cono Sur en su concepto ampliado.

#### Bolivia
Esta frontera de 942 km (que algunas fuentes dicen en 742) es con los departamentos de: Tarija y Potosí, mientras que  las provincias argentinas que limitan con Bolivia son: Salta y Jujuy.

#### Uruguay
nada
El clima de la Argentina está determinado por la posición de casi todo su territorio en la zona templada del hemisferio sur terrestre. Su gran desarrollo en latitud posibilita climas cálidos subtropicales en el norte y fríos en el sur./
Muchas regiones argentinas se caracterizan por una escasa diferencia de temperatura entre el invierno y el verano, típica de los climas oceánicos. Las precipitaciones del país dependen de dos masas de aire marítimas de escala planetaria que traen aire húmedo de los océanos: La masa de aire tropical del océano Atlántico Sur y la polar marítima del Pacífico Sur. La primera es la responsable de las lluvias abundantes y suficientes de las amplias zonas de la llanura Chaco-Pampeana. La cordillera de los Andes y otros sistemas montañosos favorecen las lluvias orográficas en unas regiones y las reducen en otras. Allí donde se ven favorecidas, se presentan climas húmedos. Las zonas donde las lluvias se reducen forman una amplia zona de climas áridos que pertenecen a la diagonal árida de América del Sur que atraviesa el país del noroeste al sudeste.
Los climas argentinos han sido clasificados por diversos autores. La más reciente de las clasificaciones es la del Instituto Geográfico Nacional (IGN) (Mapa 1) que actualiza una larga tradición de clasificaciones nacionales que, a su vez, se basan en la clasificación internacional de Köppen y Geiger.

## Geología
La geología de Argentina describe la composición y la historia de la formación y desarrollo de las regiones geológicas que hoy comprende la Argentina. Entre las unidades geológicas argentinas destacan el sistema de los Andes al oeste, tectónicamente activo, y la zona oriental, más estable, compuesta por los zócalos precámbricos del macizo patagónico al sur y el escudo o macizo de Brasilia al norte y, apoyada sobre este, la llanura chaco-pampeana, formada por la acumulación en épocas geológicas recientes de sedimentos marinos y volcánicos.

## Relieve

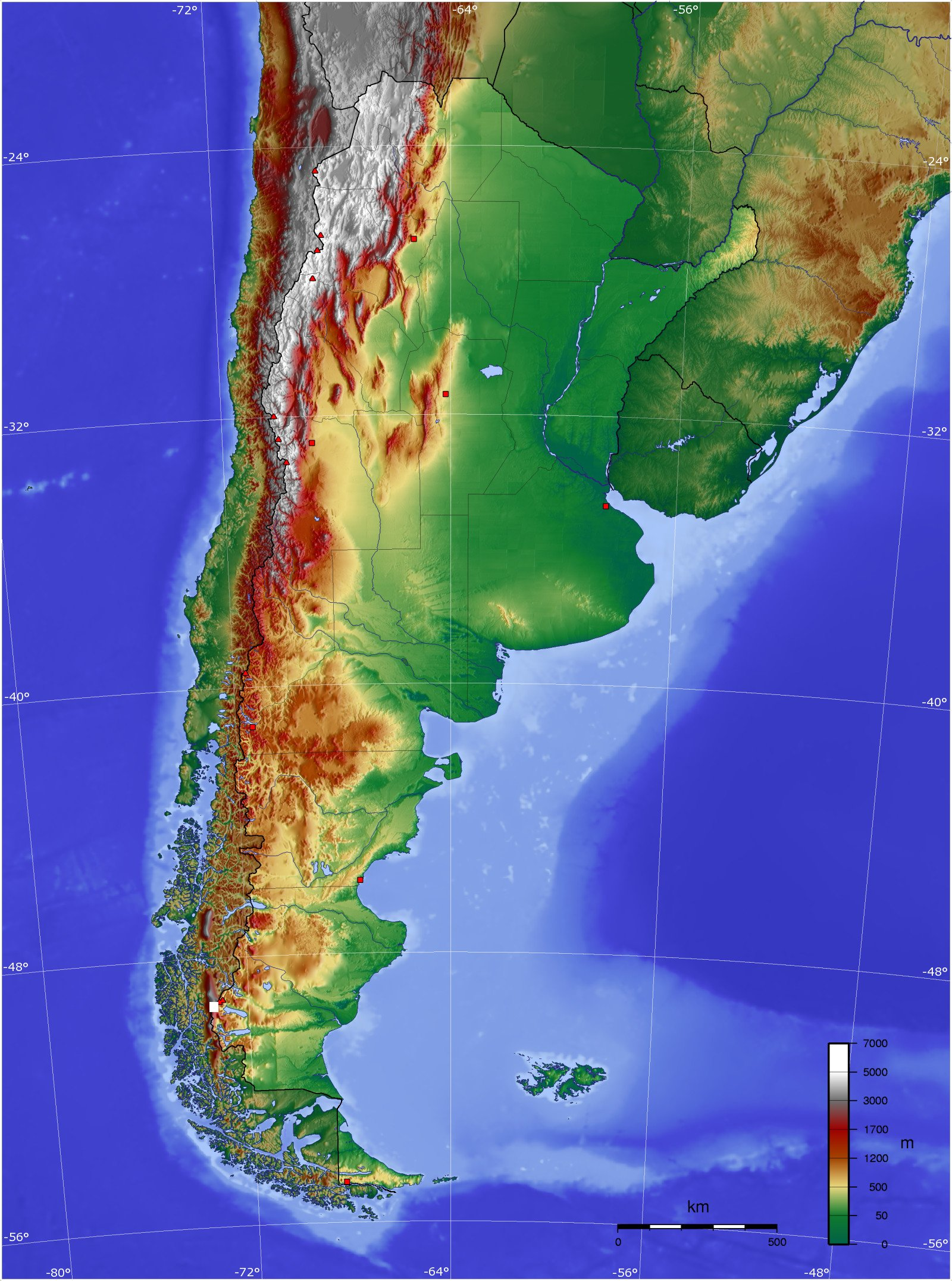
Mapa físico de la Argentina (según altimetría) en su sector del continente llamado América y mares e islas adyacentes correspondientes al continente de América.

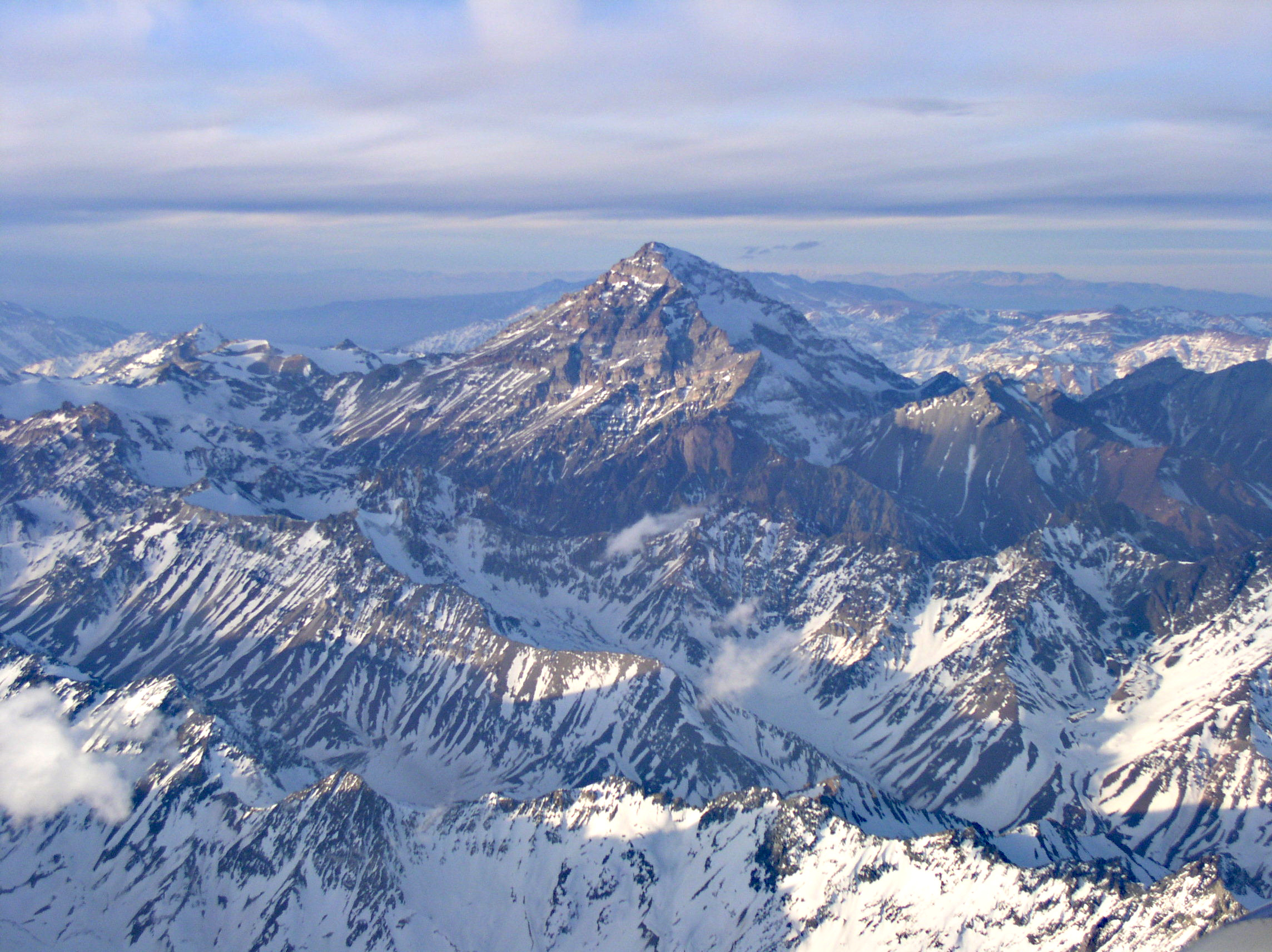
Aconcagua (6962 m s. n. m.), el pico más alto de América, ubicado en Mendoza.

Las características generales de la orografía de la Argentina son la presencia de montañas en el oeste y de llanos en el este, configurando una planimetría que disminuye en altitud de oeste a este.
El extremo oeste está conformado por la Cordillera Principal del sistema andino. Al norte se encuentran los sectores más altos de la cordillera, que son también los más altos del continente. Allí se encuentra el cerro Aconcagua, que con una altitud de 6960,8 m s. n. m., es el punto más alto del mundo fuera del sistema de los Himalayas. Otros picos prominentes son el monte Pissis (6882 m s. n. m.) en La Rioja, el nevado Ojos del Salado (6864 m s. n. m.) en Catamarca, el cerro Bonete Chico (6850 m s. n. m.) en La Rioja, el cerro Tupungato (6800 m s. n. m.) en Mendoza, el cerro Mercedario (6770 m s. n. m.) en San Juan, entre otros. El tramo patagónico de los Andes, que nace en Neuquén, es notoriamente más bajo que el sector norte: el volcán Lanín (3776 m s. n. m.) en Neuquén, el monte Tronador (3478 m s. n. m.) en Río Negro y el monte Fitz Roy o Chaltén (3405 m s. n. m.) en Santa Cruz, son sus mayores alturas.
Inmediatamente al este de la cadena principal, se encuentran una serie de cordilleras o sierras que, teniendo orígenes distintos o idénticos a la cordillera de los Andes en sí misma, forman con esta parte del sistema andino. Un primer grupo de éstas, son aquellas cordilleras que corren paralelas a la Cordillera Principal en su parte más elevada: Sierra de la Punilla (cerro Silvo, 4486 m s. n. m.) en San Juan, Sierra del Tontal (cerro Pircas 4366 m s. n. m.) en San Juan, Sierra de Uspallata (cerro Pelado 3452 m s. n. m.) en Mendoza, Cordón del Plata (cerro Blanco 5490 m s. n. m.) en Mendoza, a los que se puede agregar la Cordillera del Viento (volcán Domuyo 4709 m s. n. m.) en el norte de Neuquén.
Las Sierras Subandinas, en el norte, son una serie de sierras escalonadas que conforman valles muy poblados; en estas sierras se encuentran el Nevado de Cachi (6380 m s. n. m.), el Nevado de Chañi (6200 m s. n. m.), el Nevado de Palermo (6172 m s. n. m.) y el Nevado Queva (6130 m s. n. m.), todos en Salta y Jujuy. Al sur de las mismas se encuentran las Sierras Pampeanas, más espaciadas entre sí y separadas por llanuras.
Más espaciadas, al sur de las sierras subandinas y al este de las paralelas a la Cordillera Principal, se encuentran varias sierras y cordilleras separadas por llanuras. Ellas son la Sierra del Aconquija (Cerro del Bolsón 5550 m s. n. m., en Tucumán) en Catamarca y Tucumán, la Sierra de Fiambalá (cerro Morado, 4920 m s. n. m.) en Catamarca, la Sierra de Ambato (4407 m s. n. m.) en Catamarca, la Sierra de Famatina (cerro General Belgrano, 6201 m s. n. m.) en La Rioja, la Sierra de Velasco (cerro El Mela, 4257 m s. n. m.) en La Rioja, la Sierra de Valle Fértil (cerro Tres Mojones, 2537 m s. n. m.) en San Juan, la Sierra Pie de Palo (mogote Corralitos, 3162 m s. n. m.) en San Juan, las Sierras de Córdoba (cerro Champaquí, 2790 m s. n. m.) en Córdoba, la Sierra de San Luis (cerro Agua Hedionda, 2150 m s. n. m.) en San Luis y la Sierra del Nevado (cerro Nevado, 3810 m s. n. m.) en Mendoza.

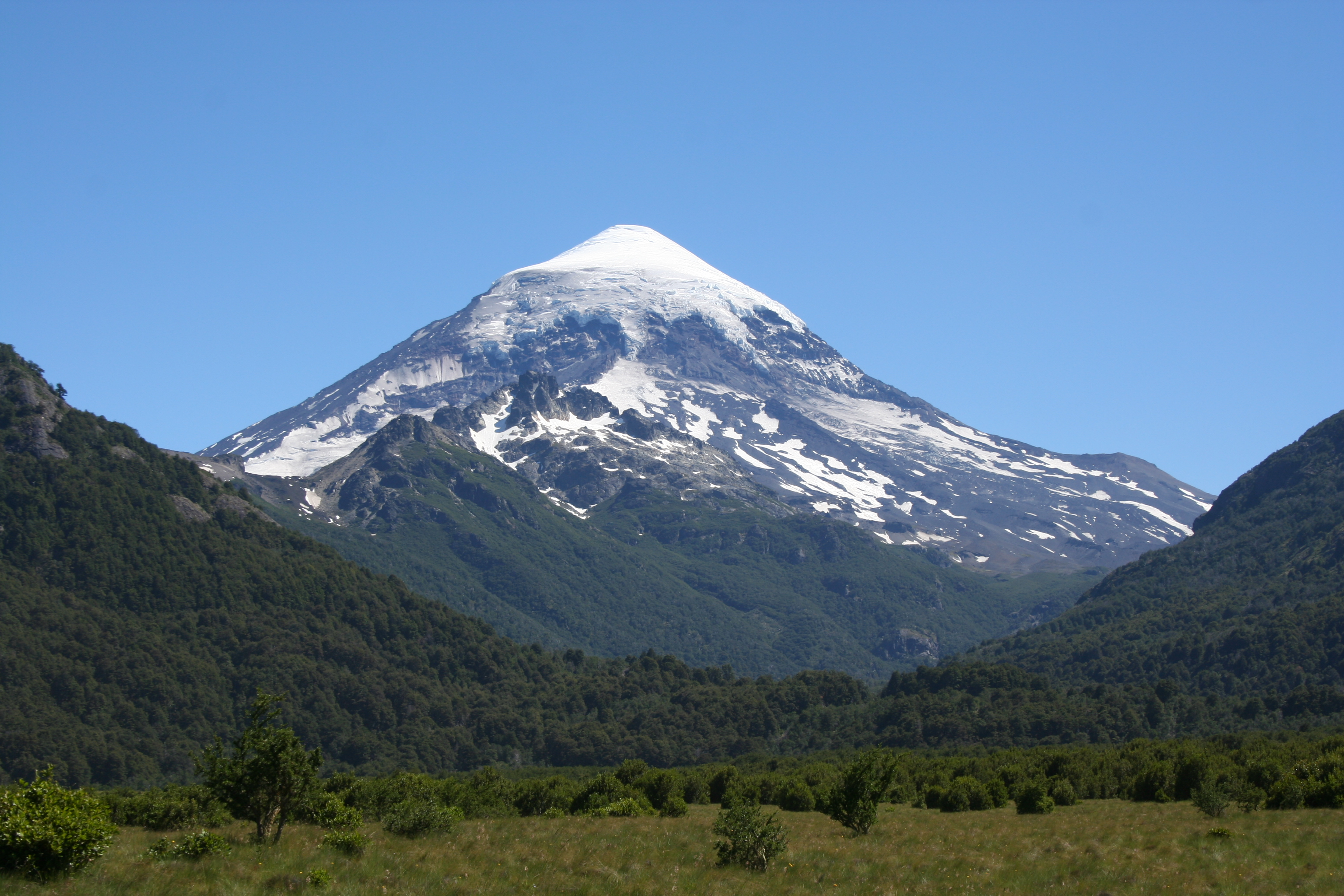
El Volcán Lanín visto desde el lago Huechulafquen.

La meseta patagónica es un conjunto de altiplanos y llanuras elevadas y áridas intrincada con escarpadas sierras, enclavada entre los Andes patagónicos y el océano Atlántico, donde cae abruptamente en altos acantilados que dan al Mar Argentino. Esta altiplanicie está salpicada por esporádicas sierras bajas y pequeñas y cerros aislados (cerro Anecón Grande, 2010 m s. n. m. en Río Negro, cerro Calfuquir, de 1885 m s. n. m. en Chubut, cerro Cojudo Blanco, 1335 m s. n. m. en Santa Cruz). En la Patagonia argentina también se encuentra la depresión más profunda de toda América: la laguna del Carbón a 105 metros bajo el nivel del mar.
En la Mesopotamia oriental, sobre las estribaciones del macizo de Brasilia, el relieve se presenta como sierras bajas en la provincia de Misiones (sierra de Misiones o del Imán, 846 m s. n. m.), que hacia el sur, en las provincias de Corrientes y Entre Ríos, se transforman en cuchillas o lomadas de origen sedimentario más bajas aún, que constituyen una topografía ondulante (Tres Cerros, 138 m s. n. m. en Corrientes).

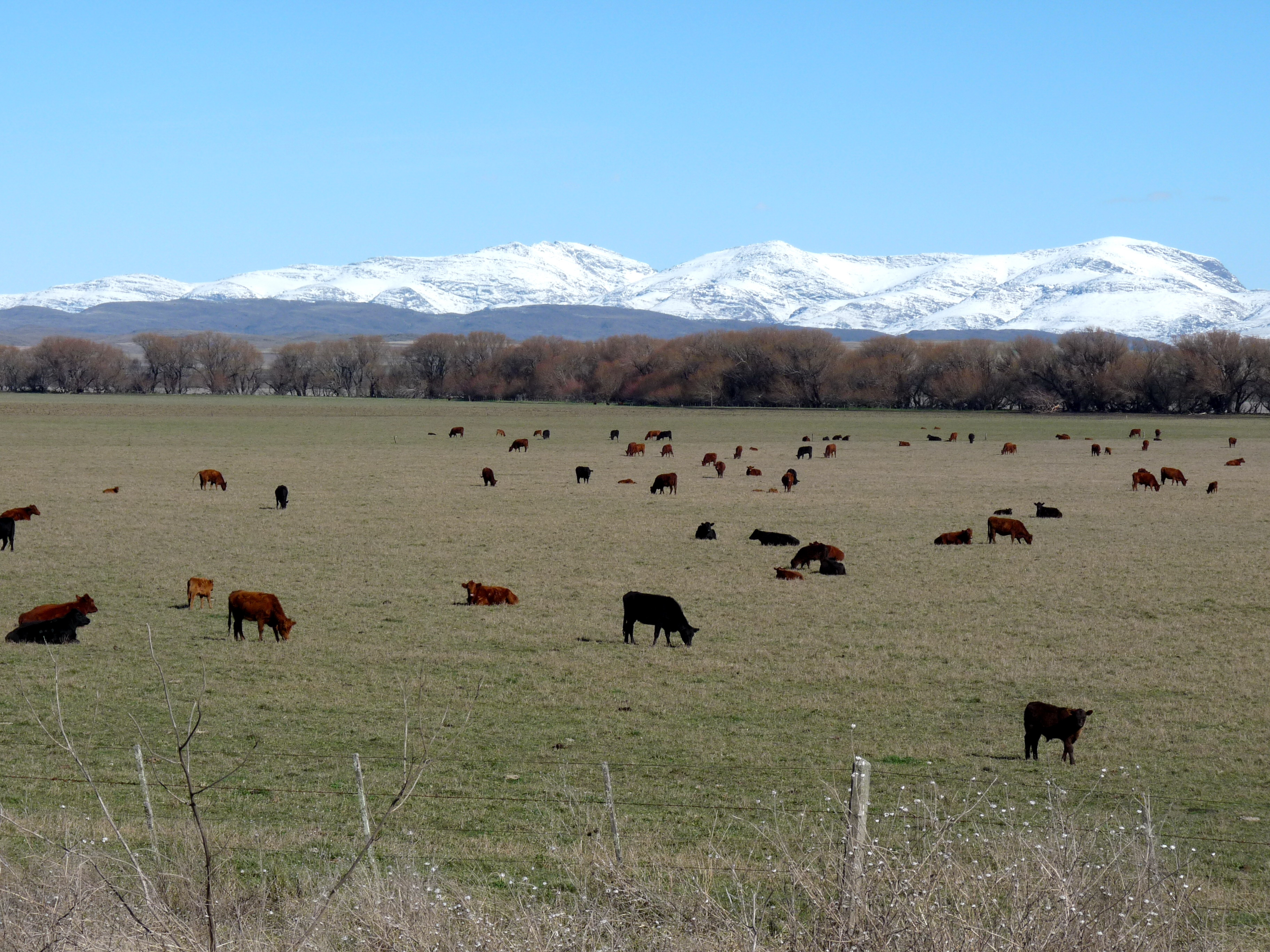
Las Sierras de Ventania en los alrededores de Coronel Suárez.

La gran llanura Chaco-Pampeana constituye el ambiente geográfico emblemático de la Argentina. Constituyen llanuras con pocas ondulaciones (con excepción de sierras aisladas en el sur de la Pampa), subtropical al norte (Chaco) y templada al sur (Pampa). La pendiente, suave, de dirección noroeste-sudeste, es prácticamente imperceptible, por lo que los ríos surcan la llanura son sinuosos, formando esteros y pantanos en terrenos donde la pendiente casi se anula: río Teuco en Salta, ríos Salado y Dulce en Santiago del Estero, Formosa, esteros del Iberá en Corrientes, sur de Córdoba, sudeste de Buenos Aires. La monotonía del paisaje solo se quiebra con la presencia de algunos sistemas serranos: el Sistema de Tandilia (cerro La Juanita, 524 m s. n. m.), el sistema de Ventania (cerro Tres Picos, 1238 m s. n. m.) en Buenos Aires, la Sierra de Lihuel Calel (500 m s. n. m.) y la sierra de Choique Mahuida (cerro Ojo de Agua, 297 m s. n. m.) en La Pampa.

## Costas

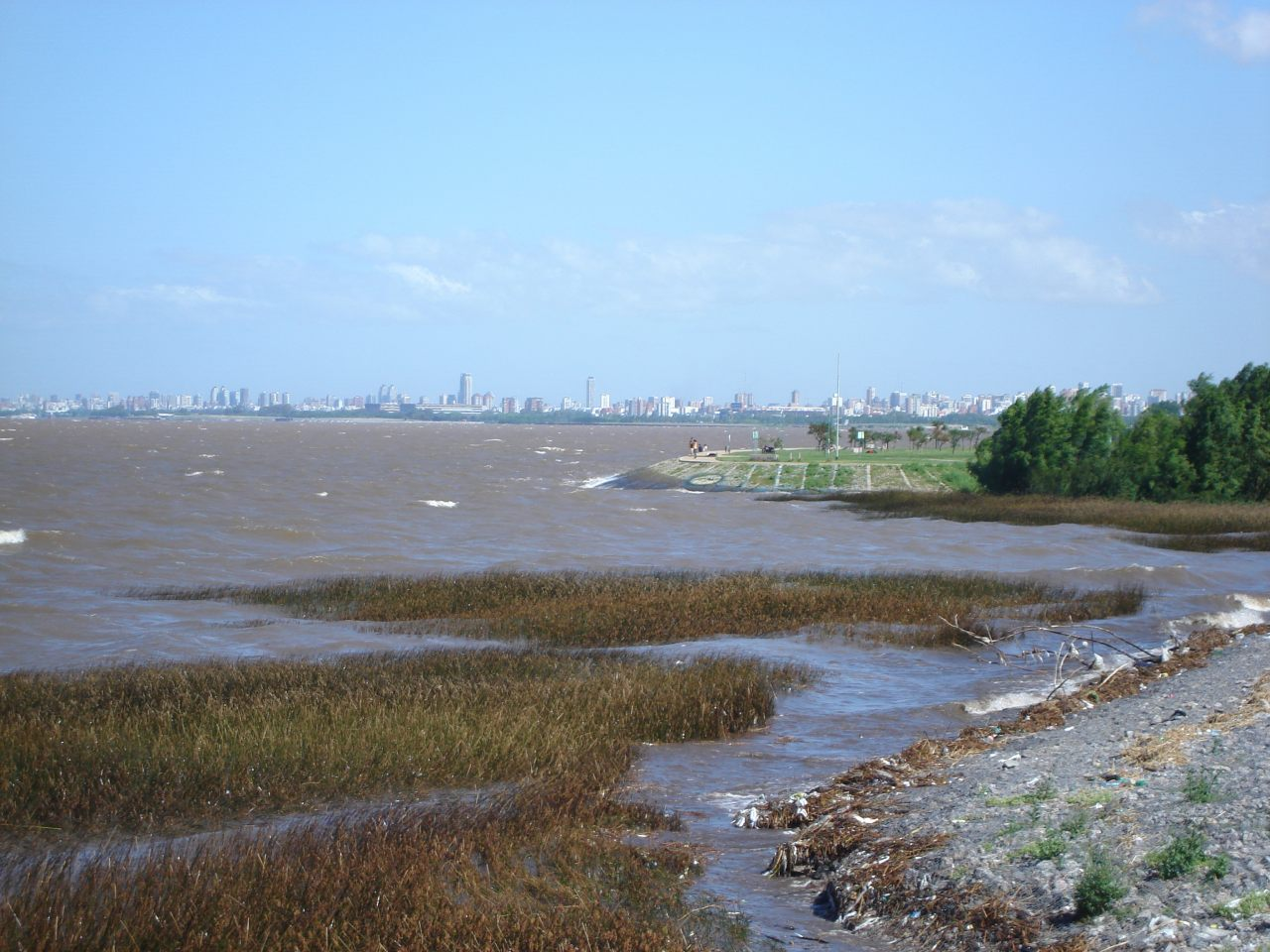
Costa pampeana en su sector fluvial: costa del Río de la Plata superior.

Las costas argentinas, primero sobre el Río de la Plata y luego sobre su litoral marítimo, son regulares y presentan escasas bahías. Según el aspecto que presentan se dividen en tres secciones.
- Costa Pampeana, bonaerense o de llanura: se extiende entre el Río de la Plata superior y la desembocadura del río Negro, donde comienza la segunda sección.
- Costa Patagónica, o de meseta: se extiende desde la anterior hasta el norte de la isla Grande de Tierra del Fuego.
- Costa de montaña: se extiende desde la anterior por el sector sur de la isla Grande de Tierra del Fuego y en la isla de los Estados.

### Costa pampeana o de llanura

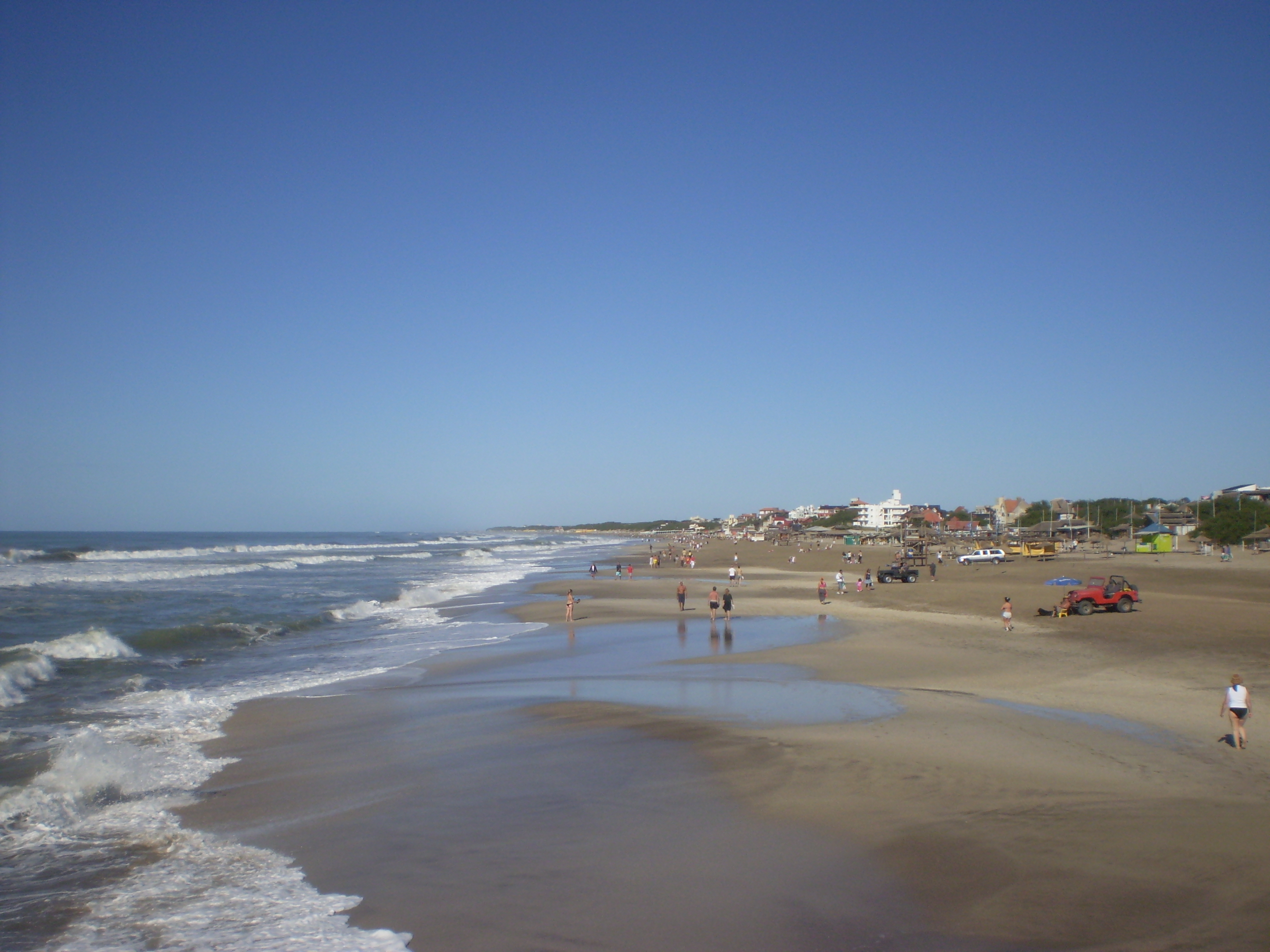
Costa pampeana en su sector marítimo: playa de Pinamar.

Se divide en un sector fluvial, perteneciente a la ribera derecha del Río de la Plata, y un sector marítimo, correspondiente al mar Argentino del océano Atlántico. El primero cubre las costas bonaerenses del Río de la Plata. Se trata de costas lodosas, bajas, las que —salvo en su tramo superior— presentan sectores emergidos anegadizos. Comienza en la zona de San Isidro y termina en la punta Rasa, ubicada en el extremo sur de la bahía de Samborombón y punto sur de la desembocadura del Río de la Plata, ya en su porción estuarial, en el mar Argentino.
En punta Rasa, extremo norte del cabo San Antonio, comienza el segundo tramo de las costas pampeanas, el que corresponde a su sector marítimo. Presenta amplias playas, con dunas, y costas primero bajas y arenosas, luego más al sur rocosas y con altos acantilados, para luego continuar alternando playas arenosas con acantilados bajos y toscosos. Entre sus rasgos principales se encuentran punta Médanos (la punta sur del cabo San Antonio, la laguna costera de Mar Chiquita; una serie de acantilados que afloran en cabo Corrientes (Mar del Plata), expresión final del sistema de Tandilia; la bahía Blanca, guardada por las islas Bermejo, Trinidad, Wood, Ariadna y otros islotes; la península Verde y la caleta Brightman; las islas Otero y Margarita, en la bahía Unión, desembocadura del río Colorado; las bahías Anegada y San Blas, guardadas por las islas de los Ranchos, de los Césares, Flamenco y San Blas.

### Costa patagónica o de meseta

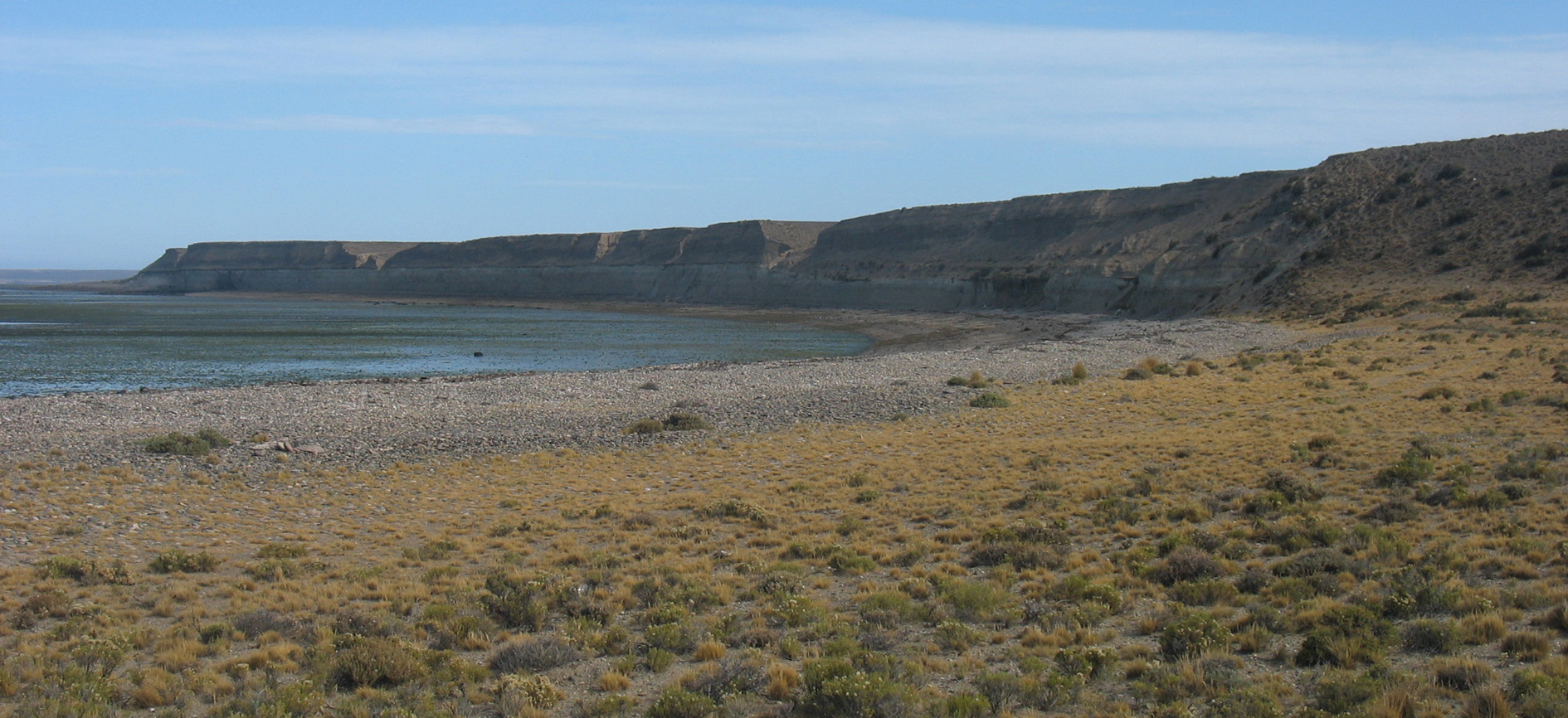
Costa patagónica en su sector continental: costa con acantilados en Punta Guanaco.

Costa patagónica en su sector insular: costa del Cabo Domingo.

Es algo más regular, está dominada por la presencia de acantilados, expresión final del macizo patagónico. En su sector continental, sus rasgos sobresalientes son: la caleta de los Loros, el golfo San Matías, la bahía de San Antonio; los golfos San José y Nuevo, que delimitan a la península Valdés, quizás la característica emblemática de la costa patagónica; la bahía Camarones; el golfo San Jorge; las rías de los ríos Deseado, Santa Cruz y Chico, Coyle o Coig, y Gallegos; la bahía San Julián; la bahía Grande; el cabo Vírgenes, y la punta Dungeness. Ya en el archipiélago de Tierra del Fuego, desde el norte de la isla Grande de Tierra del Fuego se encuentran la bahía San Sebastián, y el cabo San Diego, separado de la isla de los Estados por el estrecho de Le Maire.

### Costa de montaña

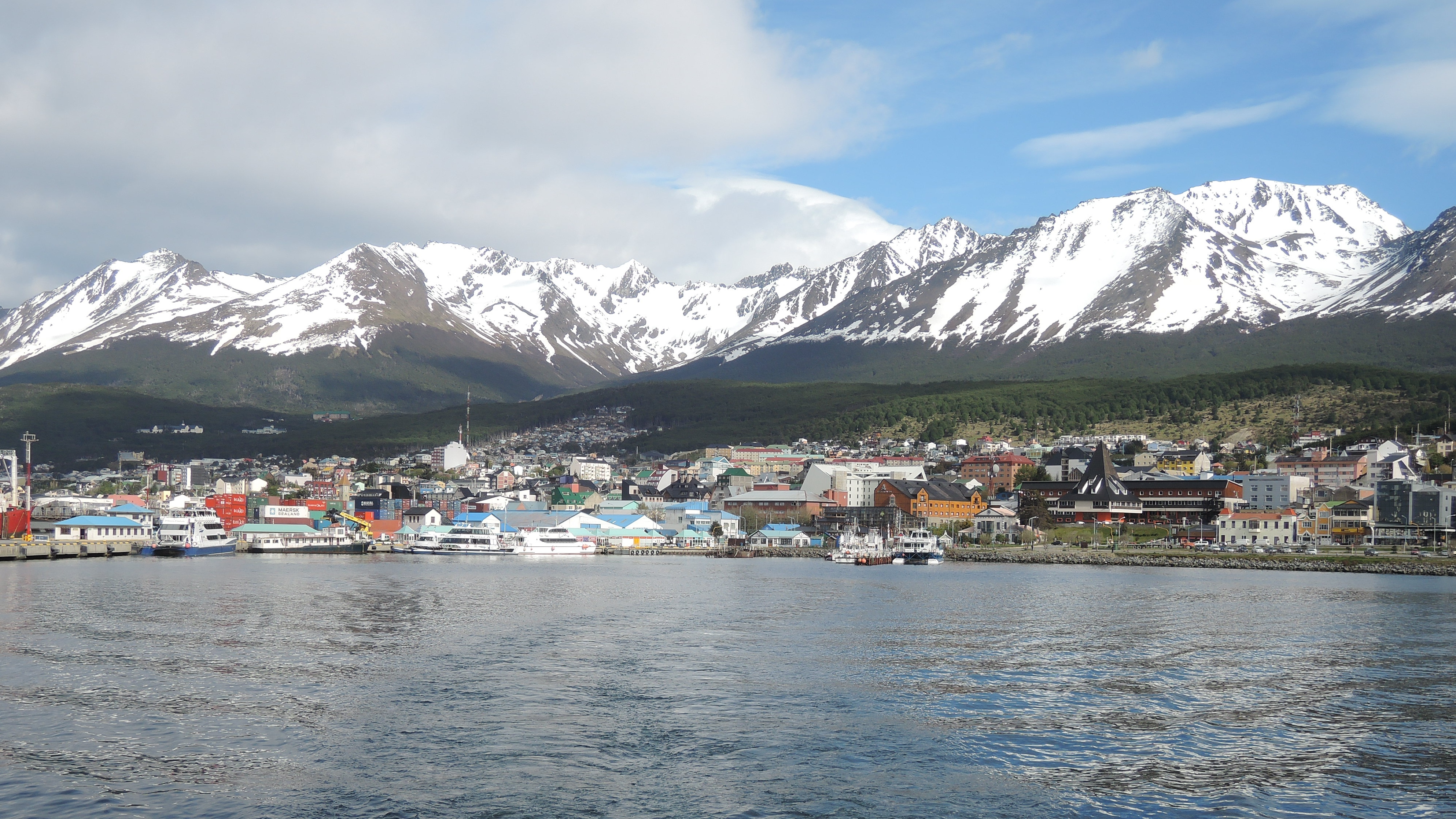
Costa montañosa: costa de la ciudad de Ushuaia.

Está enmarcada por los Andes Fueguinos, y destaca por ser sumamente recortada, con numerosas islas y fiordos. Comienza en la isla de los Estados, y continúa por todo el sur de la isla Grande de Tierra del Fuego, donde se encuentra el canal de Beagle, perteneciente al conjunto de canales del océano Pacífico sudoriental. Este tipo de costas continúan hacia el oeste, ya en territorio chileno.

## Islas
Además de la isla Grande de Tierra del Fuego, y la isla de los Estados, cuenta con infinidad de islas pequeñas, próximas a las dos islas citadas y a las costas patagónicas continentales, algunas de ellas ya enumeradas.
Entre las islas principales, sobresalen también algunos archipiélagos en litigio con el Reino Unido quien los ocupa. El primero de ellos es el archipiélago de las Malvinas, conformadas por las islas Soledad y Gran Malvina, éstas separadas por el estrecho de San Carlos; más las islas Sebaldes, Borbón, Bouigainville, San José, Beauchêne y cientos de islas e islotes más. Estas islas presentan costas altamente irregulares con innumerables bahías. Los otros archipiélagos son los las islas Aurora, Georgias del Sur y Sandwich del Sur.
Por último, el país posee infinidad de islas fluviales en los grandes ríos del nordeste. De estas destaca la isla Martín García, situada en el Río de la Plata superior.

## Hidrografía
La hidrografía de Argentina estudia los cuerpos de agua naturales del país, que incluyen ríos, lagos, humedales, campos de hielo y aguas subterráneas; además de los creados por la acción del hombre, como embalses y canales.

## Áreas protegidas de Argentina
El país cuenta con 385 áreas protegidas que cubren 247.718 km², es decir, el 8.89% de la superficie total de Argentina.

## Ciudades argentinas a mayor altitud
| Ciudad                            | m s. n. m. |
| --------------------------------- | ---------- |
| Mina Pirquitas (Jujuy)            | 4.340      |
| El Aguilar (Jujuy)                | 3.980      |
| San Antonio de los Cobres (Salta) | 3.774      |
| Tolar Grande (Salta)              | 3.508      |
| Abra Pampa (Jujuy)                | 3.507      |
| La Quiaca (Jujuy)                 | 3.442      |
| Nazareno (Salta)                  | 3.180      |
| La Poma (Salta)                   | 3.015      |
| Humahuaca (Jujuy)                 | 2.939      |
| Iruya (Salta)                     | 2.780      |
| Payogasta (Salta)                 | 2.596      |
| Santa Victoria Oeste (Salta)      | 2.497      |
| Tilcara (Jujuy)                   | 2.461      |
| Purmamarca (Jujuy)                | 2.324      |
| Cachi (Salta)                     | 2.280      |
| Seclantás (Salta)                 | 2.222      |
| Molinos (Salta)                   | 2.220      |
| Santa María (Catamarca)           | 2.050      |
| Amaicha del Valle (Tucumán)       | 2.000      |